# آ۹ (ورزش)
آ۹ (به انگلیسی: A9) یک کلاس در کلاس‌بندی ورزشی افراد قطع عضو مورد استفاده سازمان بین‌المللی ورزش‌های معلولان، برای افراد قطع عضو مادرزاد یا پس از آن است. این کلاس مربوط به افرادی است که دارای ترکیبی از قطع قسمت‌های پایینتر از مچ دست و پا هستند. ورزشکاران این کلاس می‌توانند در رشته‌های دو و میدانی، شنا، والیبال نشسته، بسکتبال قطع عضو، بولینگ روی چمن، سیتزبال و بسکتبال با ویلچر شرکت کنند.